# Georg Benda
Georg Anton Benda (tjekkisk Jiří Antonín Benda; døbt 30. juni 1722 i Benátky nad Jizerou, død 6. november 1795 i Bad Köstritz) var en böhmisk kapelmester, violinist og komponist.

## Liv og virke
I 1741, da Benda var 19 år gammel, udnævnte kong Frederik II af Preussen ham til andenviolinst i sit berlinske slotskapel. Året efter kom han til Potsdam som komponist og arrangør for sin ældre bror Franz, som selv var en dygtig komponist og violinist. I 1749 blev han Gottfried Heinrich Stölzels efterfølger som kapelmester hos hertug Frederik III af Sachsen-Gotha-Altenburg. Her videreudviklede han sine færdigheder som komponist, både indenfor religiøs musik og indenfor opera. Hertugen lod også Benda rejse til Italien for at studere opera.
Bendas største musikalske fortjeneste var indenfor musikdramatikken, særlig med melodramaet, hvor også Mozart lod sig påvirke af Benda. Ariadne auf Naxos fra 1775 regnes som Bendas mest betydningsfulde værk.
Ved siden af operaerne skrev han en operette for børn, kirkemusik, vokalmusik, omkring 30 symfonier, klaversonater, ti cembalokoncerter og 11 vilionkoncerter. 
Han døde i Bad Köstritz, 73 år gammel. Sønnen Friedrich Ludwig Benda (1752–1796), som kun overlevede sin far med et knabt år, var orkesterleder i Hamburg, Mecklenburg og Königsberg.

## Eftermæle
Georg Benda har fået en viss herostratisk berømmelse i musikhistorien, fordi han er ansvarlig for at store mængder af værkerne fra forgængeren ved hoffet i Gotha ikke er bevarede. Den smule, som er bevaret efter Stölzel, viser, at han var langt den mest betydningsfulde komponist af de to, men alligevel skrev Benda i 1778: "... Kun de bedste af min forgængers arbejder, dem som selv i dag kan bruges som kirkemusik, er bevarede, efter som jeg allerede for længe siden udskilte det fra det ubrugelige bras og opbevarede det i mit hus."

## Operaer af Benda
- Xindo riconosciuto (libretto af Giovanni Andrea Galletti, opera seria, 1765)
- Il buon marito (libretto af Galletti, intermezzo, 1766)
- Il nuove maestro di capella (Intermezzo, 1766)
- Ariadne auf Naxos (libretto af Johann Christian Brandes, melodrama, 1775)
- Der Jahrmarkt (Der Dorfjahrmarkt/Lukas und Bärbchen) (libretto af Friedrich Wilhelm Gotter, singspiel, 1775)
- Medea (libretto af Gotter, melodrama, 1775)
- Walder (libretto af Gotter, singspiel, 1776)
- Romeo und Julie (libretto af Gotter, singspiel, 1776)
- Der Holzhauer oder Die drey Wünsche (libretto af Gotter, singspiel, 1778)
- Pygmalion (libretto af Gotter, melodrama, 1779)
- Das tartarische Gesetz (libretto af Gotter, singspiel, 1787)